# NGC 5248
NGC 5248 (другие обозначения — UGC 8616, MCG 2-35-15, ZWG 73.54, IRAS13350+0908, PGC 48130) — галактика в созвездии Волопас.
Этот объект входит в число перечисленных в оригинальной редакции «Нового общего каталога».